# La Aguilera (Burgos)

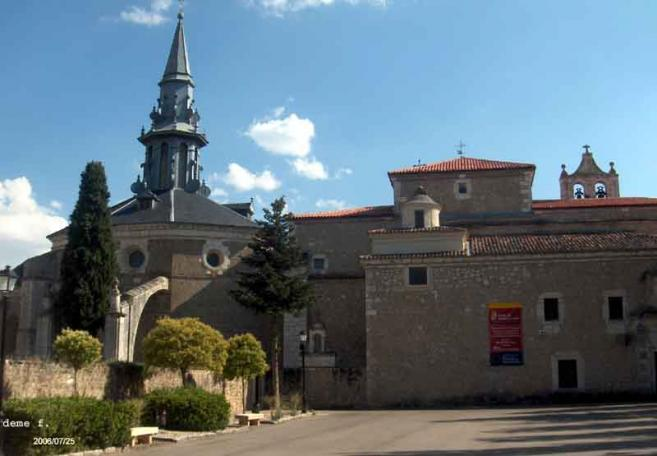
Santuario de San Pedro Regalado, situado a las afueras de La Aguilera, Burgos.

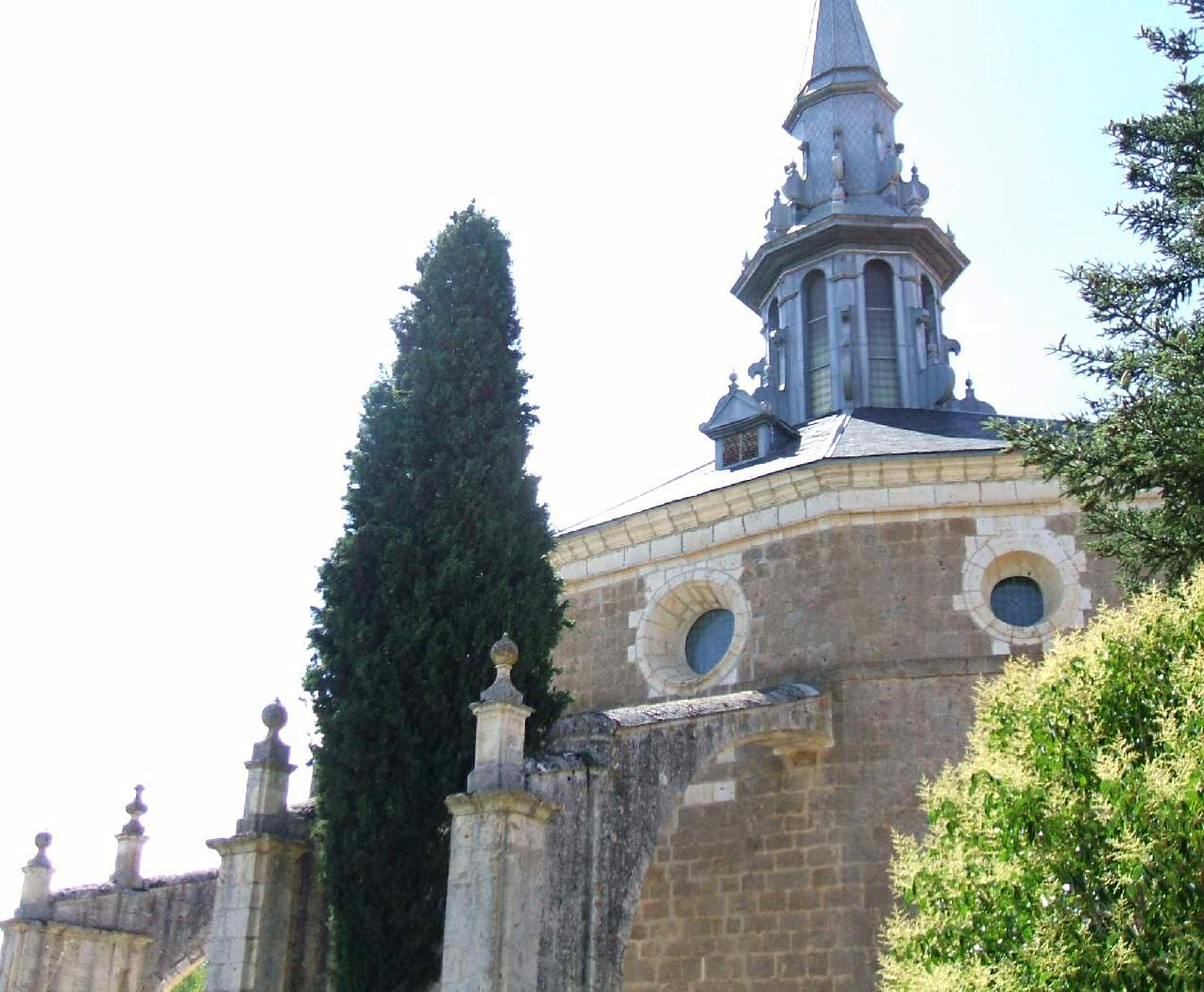
Santuario de San Pedro Regalado, La Aguilera, Burgos. Exterior del camarín del santuario, con linterna y arbotantes.

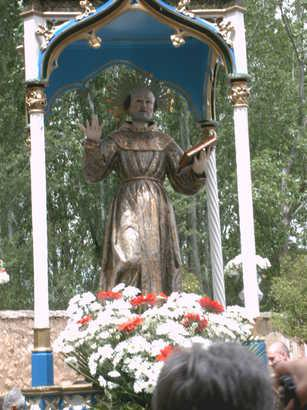
Procesión de San Pedro Regalado, en la romería de La Aguilera (Burgos).

La Aguilera es un antiguo municipio, hoy localidad en la provincia de Burgos, partido judicial de Aranda,  comunidad autónoma de Castilla y León (España). Está situada en la comarca Ribera del Duero y en la actualidad depende del Ayuntamiento de Aranda de Duero.

## Historia
Villa, denominada entonces Aguilera encuadrada en la categoría de “pueblos solos” del partido de Aranda de Duero, jurisdicción de señorío ejercida por Diego López de Zúñiga ( Conde de Miranda ) que nombraba su Alcalde Ordinario.
A la caída del Antiguo Régimen queda constituida como ayuntamiento constitucional del mismo nombre en el partido de Aranda de Duero, región de Castilla la Vieja, que en el censo de la matrícula catastral contaba con 117 hogares y 526 vecinos. 
Así se describe a La Aguilera en el tomo I del Diccionario geográfico-estadístico-histórico de España y sus posesiones de Ultramar, obra impulsada por Pascual Madoz a mediados del siglo XIX:

Villa con ayuntamiento en la provincia, audiencia territorial y capitanía general de Burgos (14 leguas), partido judicial y administración de rentas de Aranda de Duero (2), diócesis de Osma (11). Situada en la vertiente de una pequeña colina a las márgenes de un riachuelo llamado Gromejón; la baten libremente todos los vientos, cuya circunstancia unida al alegre cielo y dilatado horizonte que disfruta, hace que su clima sea sano, aunque propenso algún tanto a calenturas intermitentes. Constituyen la población 180 casas de un solo piso, la mayor parte de tierra y madera, con mala distribución interior; forman calles irregulares y sucias por la falta de empedrado. En una pequeña y mala plazuela se halla la casa municipal de fábrica de piedra, espaciosa, sólida y de buenas formas arquitectónicas, aunque deteriorada interiormente por el completo abandono en que se halla. Tiene escuela de instrucción primaria concurrida por 60 niños de ambos sexos, que aprenden a leer, escribir y contar; el maestro disfruta la dotación de 1.500 reales pagados de los fondos de propios. La iglesia parroquial, dedicada a San Cristóbal, es curato de primer ascenso; está servida por un párroco de concurso general y un beneficiado coadjutor; por la parte del S y casi unida al pueblo se halla una ermita bajo la advocación de San Sebastián, la cual tiene adyacente el cementerio. Entre O y S, a distancia de 300 pasos se ve el convento que fue de Recoletos, con el título de Domus Dei; pero más conocido con el de San Pedro Regalado; está situado al pie de una suave colina, su fábrica es suntuosa y ocupa una muy agradable posición. Debió su fundación en el año 1404 a un religioso de la expresada orden, en Valladolid, llamado Fray Pedro Villacreces, hermano del arzobispo de Burgos Don Juan, quien trajo en su compañía a Fray Pedro Regalado; edificó al principio una humilde casa que fue creciendo después por los muchos fieles que concurrían atraídos por las virtudes del Padre Regalado, quien murió a los 12 años de la fundación, y a cuya memoria profesaron grande devoción los habitantes de los pueblos inmediatos. Entre las personas notables que visitaron la casa, fue la más distinguida, la católica reina Doña Isabel, que desde Granada se dirigió al sepulcro del venerable Padre en 1492. Le halló sepultado en medio de la iglesia sin distinción alguna, pidió una mano del Santo, y otorgada mandó en reconocimiento de tan singular regalo, se construyese una caja y un magnífico sepulcro de alabastro, teniendo muy en breve el gusto de asistir con los grandes de su corte y muchos prelados, entre los que estaba el obispo Fonseca, a la traslación del cuerpo incorrupto del beato Fray Pedro. Al poco tiempo fue proclamada la canonización del Padre Regalado por el Papa Inocencio XI, y con este motivo fue trasladado nuevamente el cuerpo del Santo a una magnífica caja de plata, la cual se colocó en la suntuosa capilla que al intento se labró, a expensas de los condes de Miranda, quienes también había costeado la urna, guardándose en la misma capilla la caja que primeramente había hecho construir la reina Doña Isabel. Es digna de verse la mencionada capilla por el primor del sepulcro, altares, adornos y muchas y preciosas pintura que contiene, hechas por los mejores artistas de diferentes épocas. Algunas de ellas son alusivas a las visitas que al Santo hicieron los reyes Don Felipe III y Don Felipe IV, y en una se distingue, acabado con mucha propiedad y perfección, el retrato de Velasquillo (bufón de Don Felipe IV) y de su mujer. Posteriormente se declararon patronos del convento los condes de Peñaranda, enriqueciéndole con muchas alhajas y nuevas obras. Últimamente el conde Don Juan de Zúñiga, virrey de Nápoles, hizo construir en la capilla un famoso relicario lleno de urnas de cristal, ante el cual arden perpetuamente 2 lámparas. Habitan actualmente y cuidan del convento dos exclaustrados, a quienes está arrendada la huerta que tiene, de bastante extensión, con algunos frutales y una buena alameda de olmos, en 800 reales anuales. Confina el término por N con el de La Horra, a 1 legua por E, con el de Gumiel del Mercado a ½, por el S con el de Aranda de Duero a 2 leguas, y por O a 1 con el de Gumiel de Izán, le baña el referido Gromejón que lleva su curso de E a O, y desemboca en el Duero junto a Roa; al paso que fertiliza las tierras, da movimiento a 2 molinos harineros; los vecinos para sus usos se sirven de una sola fuente situada fuera del pueblo, de agua bastante gruesa y no muy abundante ni limpia. El terreno es montuoso, entrecortado por pequeñas colinas que forman angostos valles; es de naturaleza flojo y de mediana calidad, hasta para viñedo; hay un monte de una legua de circunferencia que cría pinos y enebros para el combustible. Los caminos en un estado regular, sirven para carros. Producciones: centeno, cebada, legumbres y vino; ganado lanar, cabrío, vacuno, mular y asnal, y alguna caza. Industria: telares de lienzos ordinarios y una fábrica de aguardiente. Población: 117 vecinos y 526 almas. Capital productivo: 1.553.267 reales. Imponible: 146.527; Contribución: 16.100 reales 29 maravedíes.
Diccionario geográfico-estadístico-histórico de España y sus posesiones de Ultramar

Entre el censo de 1981 y el anterior, este municipio desaparece porque se integra en el municipio 09018 Aranda de Duero, contando en ese momento con 375 habitantes.

## Descripción geográfica
Por el término pedáneo pasa el río Gromejón, así denominado porque tuvo muchos cangrejos de río y en el castellano antiguo se le llamaba Gromejón al lugar donde había muchos cangrejos. Nace en la fuente Rendelucas (Caleruega) y desemboca en el río Duero.[cita requerida]

## Demografía
| Gráfica de evolución demográfica de La Aguilera entre 1842 y 1970 |
| |
| Población de derecho según los censos de población del INE. Población de hecho según los censos de población del INE.Entre el censo de 1981 y el anterior, este municipio desaparece porque se integra en el municipio Aranda de Duero. |

En 2011 contaba con 375 habitantes censados.
En 2008 contaba con 239 habitantes censados.
| 1842 |  | 1857 |  | 1860 |  | 1877 |  | 1887  |  | 1897  |  | 1900 |  | 1910  |  | 1920 |  | 1930 |  | 1940 |  | 1950  |  | 1960 |  | 1970 |  | 2008 |  | 2011 |
| ---- |  | ---- |  | ---- |  | ---- |  | ----- |  | ----- |  | ---- |  | ----- |  | ---- |  | ---- |  | ---- |  | ----- |  | ---- |  | ---- |  | ---- |  | ---- |
| 526  |  | 878  |  | 885  |  | 925  |  | 1.024 |  | 1.011 |  | 924  |  | 1.050 |  | 970  |  | 979  |  | 979  |  | 1.038 |  | 777  |  | 517  |  | 239  |  | 375  |

## Monumentos
- Santuario de San Pedro Regalado, perteneciente a los franciscanos hasta 2009, y que custodia el sepulcro del santo del mismo nombre, patrono de La Aguilera y de Valladolid. Desde 2004 reside en este convento una comunidad de religiosas clarisas, que tras la marcha de los franciscanos quedó con la custodia de todo el santuario, y que en 2011 se refundó como nueva congregación religiosa con el nombre de Iesu Communio.

## Turismo
- Tiene una ruta señalizada de senderismo conocida como "Cuesta del Águila", en un entorno natural privilegiado.
- En el pueblo se encuentra una pequeña montaña llamada 'La Malagueña', desde donde se puede observar toda la comarca.

## Actividad económica
La mayor parte de sus habitantes se dedican a labores agrarias, sobre todo al cultivo de la vid. Cuenta con 6 bodegas de la D.O. Ribera del Duero, siendo la más importante la Bodega Cooperativa San Pedro Regalado.

## Enseñanza
En su término municipal se encuentra la Ciudad de la Educación San Gabriel, regida por los Hermanos de San Gabriel. El complejo educativo está integrado por un colegio (primaria, secundaria y bachillerato), un Centro Integrado de Formación Profesional y el Instituto de Formación Continua.

## Fiestas
La Aguilera sigue celebrando su fiesta el 13 de mayo, en conmemoración de San Pedro Regalado, su patrón. También realizan fiestas en verano.

## Personalidades
- San Pedro Regalado, que residió en el convento de La Aguilera la mayor parte de su vida, hasta su fallecimiento en el mismo.
- Gratiniano Nieto Gallo, catedrático de Arqueología.[7][8][9][10][11]